# Brassica rapa subsp. chinensis var. parachinensis
Variété
Synonymes
- Brassica parachinensis L. H. Bailey (basionyme)[1]

Brassica rapa subsp. chinensis var. parachinensis, le chou cantonnais[réf. nécessaire] ou choy (choï) sum[réf. nécessaire], est une variété de plantes à fleurs de la famille des Brassicacées. C'est une plante herbacée, cultivée comme plante potagère pour ses tiges et ses feuilles consommées comme légume en Chine.

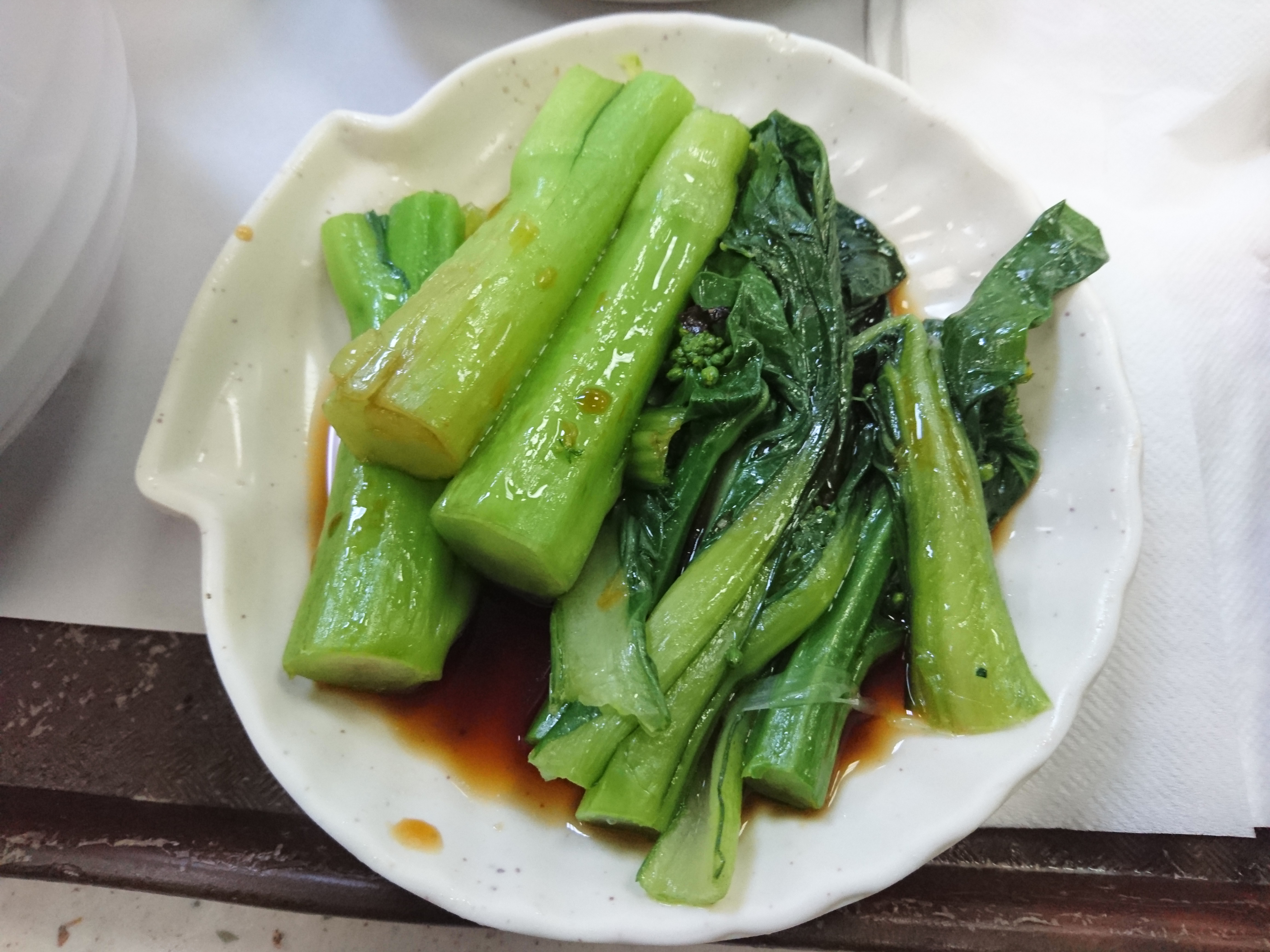
Choy sum avec de la sauce de soja.

## Noms communs
En anglais :
- caisin
- choisum
- false pak-choi
- flowering white cabbage
- mock pak-choi

En allemand :
- Choisum
- Tsoi-sum

En indonésien :
- sawi hijau
- sawi kembang

En malaisien :
- sawi bunga

En chinois :
- cai xin